# Cerastium transsilvanicum
Cerastium transsilvanicum är en nejlikväxtart som beskrevs av Philipp Johann Ferdinand Schur. Cerastium transsilvanicum ingår i släktet arvar, och familjen nejlikväxter. Inga underarter finns listade i Catalogue of Life.